# Estadi Modibo Kéïta
L'Estadi Modibo Kéïta és un estadi esportiu de la ciutat de Bamako, a Mali. Duu el nom de l'antic president Modibo Keïta.
La construcció de l'estadi s'inicià el 12 de juny de 1963 per una col·laboració soviètic-maliana sota el govern del president Modibo Keïta. Va ser inaugurat el 2 de desembre de 1967. L'actual nom fou adoptat el 4 de juliol de 1987. Va ser seu de la Copa d'Àfrica de Nacions 2002.
Hi disputa els seus partits com a local el club AS Real Bamako i ocasionalment la selecció de futbol de Mali. Té una capacitat per a 35.000 espectadors.
El 21 de febrer de 2011, 36 persones van morir i més de 60 van resultar ferides en una allau, mentre la gent intentava rebre una benedicció de l'imam Osman Madani Haidara durant el festival de Màwlid an-Nabí.